# Église paroissiale Saint-Pierre-Saint-Paul (Óbuda)
L'église paroissiale Saint-Pierre-Saint-Paul (Szent Péter és Pál-főplébánia-templom) est une église catholique romaine de Budapest, du XVIIIe siècle.